# 王迺斌
王 迺斌（おう ないひん/おう だいひん）は、清末民初の政治家。字は恩溥。

## 事績
清末の秀才。東三省総督衙門文案、鴉片税徴収局局長、直隷省承徳府知府、奉天省朝陽府知府を歴任した。中華民国成立後の1916年（民国5年）から、奉天派・張作霖の幕僚となり、奉天全省清郷督弁、奉天省署高等顧問などを歴任した。1918年（民国7年）、北京政府中央に呼ばれ、大総統徐世昌の下で大総統府顧問に任ぜられた。
1920年（民国9年）、経界局副総裁となり、同年8月、靳雲鵬内閣で農商総長署理に任ぜられた。翌年5月、正式に農商総長となり、続く顔恵慶臨時内閣、梁士詒内閣でもその地位にあった。1921年（民国10年）12月、辞任し、翌年には中東鉄路（東清鉄道）督弁に任命された。1924年（民国13年）10月、第2次奉直戦争直後の黄郛内閣で、王迺斌は再び農商総長となった。しかし翌月の内閣崩壊とともに、王も辞任した。以後、北京に寓居したが、没年等は不明である。

## 注
1. 1 2 3  徐主編（2007）、125頁。
2. 1 2  外務省情報部編（1928）、406-407頁。
3. ↑  外務省情報部編（1928）、406頁。